# Hydractinia verdi
Hydractinia verdi is een hydroïdpoliep uit de familie Hydractiniidae. De poliep komt uit het geslacht Hydractinia. Hydractinia verdi werd in 1907 voor het eerst wetenschappelijk beschreven door Ritchie. 